# Duas Vidas (projecto teatral)
Duas Vidas é um projecto teatral dirigido por Rui Beles Vieira, com texto original de Fábio Moreira e adaptação dramatúrgica de Rui Beles Vieira. Representada em 2010, esta peça retrata a vida dupla de um jovem, Leonardo, dividido entre a sua vivência diurna como adolescente de 16 anos e a sua actividade nocturna de transformista. 

## Enredo
Duas Vidas apresenta a estória de Leonardo / Ana Petrova. Durante o dia é um adolescente de 16 anos. De noite, transforma-se na misteriosa Ana Petrova, um transformista em ascensão que actua regularmente no bar O Recruta.
Durante um dos seus espectáculos conhece Tiago, com quem se envolve sexualmente sem protecção. Mais tarde, ao revelar o sucedido à sua melhor amiga, Sílvia, desloca-se a instâncias desta ao Centro de Aconselhamento e Detecção (CAD), onde lhe é revelado que contraiu o Vírus da Imunodeficiência Humana (VIH).
Em estado de choque, Leonardo fecha-se sobre si, sempre apoiado pela amiga Sílvia, que o tenta animar e convencer de que um seropositivo pode levar uma vida tal como as outras pessoas, desde que devidamente acompanhado.
O desfecho surge quando a mãe de Leonardo, por estranhar a alteração do comportamento do seu filho, decide segui-lo. Ao deparar-se com a mãe na assistência, Leonardo decide interromper o espectáculo e revelar toda a verdade publicamente.  

## Personagens
Leonardo - A família e os amigos tratam-no por Leo. No mundo do transformismo é conhecido por Ana Petrova. Apenas Sílvia, a sua melhor amiga, está a par da vida dupla de Leonardo.
Sílvia - A melhor amiga de Leonardo.
Tiago - Falecido, aparece sob a forma de espírito. Em vida, envolveu-se sexualmente com Leonardo, sem recorrer a nenhum tipo de protecção.
Joana - Colega de espectáculo de Ana Petrova no bar O Recruta.
Maria Adelaide - Mãe de Leonardo. 
Daniela - Apresentadora e transformista no bar O Recruta. 
Dra. Rita Soares - Psicóloga no CAD. 
Enfermeiro - Trabalha no laboratório do CAD.

## Temáticas
A temática principal da peça Duas Vidas prende-se o VIH, realçando-se alguns aspectos dele derivados, nomeadamente:
- a importância do uso do preservativo;
- as vias de transmissão do vírus e as respectivas consequências;
- o acompanhamento e tratamento do indivíduo seropositivo. 
Em paralelo, aborda-se a temática da orientação sexual, nas suas vertentes mais conhecidas (homossexualidade, bissexualidade e heterossexualidade), com o intuito de denunciar a hipocrisia da associação das doenças sexualmente transmissíveis apenas a grupos sociais restritos.

## Representação
O projecto Duas Vidas com estrutura profissional inicia-se com a direcção de Rui Beles Vieira, após o encenador ter travado conhecimento com o autor Fábio Moreira, que lhe descreve a prévia representação, de âmbito amador, que o projecto tivera no Teatro Sá da Bandeira em Junho de 2009, na cidade do Porto.
Tendo procedido a uma reformulação do texto original, no sentido de aprofundar os conteúdos dramatúrgicos e psicológicos nele contidos, Rui Beles Vieira dinamiza a representação da peça em 2009-2010 na Amora e em Lisboa, tendo a representação efectuada em Lisboa no Teatro A Comuna (Sala Novas Tendências) de 10 a 19 de Setembro de 2010 obtido um grande destaque informativo junto da comunicação social (RTP, Time Out, Correio da Manhã (Portugal) online).
De referir que a representação no Teatro A Comuna permitia que o público, após o fim do espectáculo, visitasse a exposição de artes plásticas integrada no cenário da peça, com obras de Pedro Feteira (desenho), Rui Beles Vieira (pintura) e Teresa Manuel (pintura).

## Elenco

### Elenco no Teatro A Comuna
Fábio Moreira - Leonardo / Ana Petrova
Sofia Arruda - Sílvia
Mafalda Teixeira - Maria Adelaide
Marta Andrino - Dra. Rita Soares
Rui Beles Vieira - Tiago
Ana Bandarra - Joana
Eva Lourence - Daniela
Vasco Morais - enfermeiro, bailarino
Ângela Pinheiro - bailarina, figurante
Teresa Manuel - bailarina, figurante

## Equipa Técnica

### Equipa Técnica no Teatro A Comuna
Texto Original - Fábio Moreira
Adaptação Dramatúrgica - Rui Beles Vieira
Revisão Cientifica - António Pais Lacerda 
Encenação e Direcção de Actores - Rui Beles Vieira
Figurino - Dyvaldo João, Rui Beles Vieira
Coreografia - Ângela Pinheiro
Cenografia - Rui Beles Vieira
Exposição de Artes Plásticas - Pedro Feteira, Rui Beles Vieira, Teresa Manuel
Desenho de Luz e Sonoplastia - Cláudia Ferreira
Cartaz - Mafalda Teixeira
Bilheteira - Pedro Feteira

## Apoios
Decorrente do seu cariz didáctico, o projecto Duas Vidas contou com o apoio logístico da Associação Abraço e da Fundação LIGA, instituições relacionadas respectivamente com a detecção e prevenção do VIH e com o apoio à pessoa portadora de deficiência física. 
Parte da receita do espectáculo reverteu para as duas organizações.

## Citações
"Determinada em transformar a peça de teatro Duas Vidas - inicialmente apresentada no Porto com uma abordagem cenográfica diferente - num projecto ambicioso e profissional, a nova Direcção Artística, que conta no elenco com actrizes consagradas como Mafalda Teixeira, Marta Andrino e Sofia Arruda, está empenhada em passar uma mensagem social e educacional a todas as pessoas que tenham a possibilidade de assistir a este espectáculo."
“A vida dupla não é uma novidade para quem medrosamente esconde a sua orientação sexual, novidade é assumir esta de forma natural, sem necessitar de justificação.”
"Acrescenta o encenador: 'Julgo que a peça ajuda a desmistificar a ideia de que o HIV só se transmite entre grupos minoritários ou de que a promiscuidade sexual é exclusiva de certas minorias. (...) Nesta nova versão alargámos a temática, porque não fazia sentido manter o tema confinado aos homossexuais.'"

"'Estou a ensaiar uma peça sobre sida e a homossexualidade', revelou. A estreia está marcada para 5 de Setembro e Sofia tem um objectivo: 'Quero ajudar a mudar mentalidades'."